# Campeonato da Europa de Atletismo de 2018
A 24ª edição do Campeonato da Europa de Atletismo foi organizado pela Associação Europeia de Atletismo no Estádio Olímpico de Berlim, em Berlim, na Alemanha, entre 6 a 12 de agosto de 2018. Foram disputadas 50 provas com 1.573 atletas de 50 nacionalidades, com destaque para a Reino Unido com 18 medalhas, sendo 7 de ouro. 
No segundo campeonato consecutivo, a equipe russa não participou do evento; isso se deveu à suspensão da Federação Atlética da Rússia pela IAAF.  No entanto, vários atletas foram liberados pela IAAF para competir como Atletas Neutros Autorizados sob a bandeira da Associação Europeia de Atletismo.

## Eventos
50 eventos foram disputados ao longo de sete dias de provas. 
| Q | Qualificação | B | Bateria | ½ | Semifinal | F | Final |

| Data →                | 6 | 7 | 7 | 7 | 8 | 8 | 9 | 9 | 10 | 10 | 10 | 11 | 11 | 12 | 12 | 12 |
| Prova ↓               | T | M | T | T | M | T | M | T | M  | T  | T  | M  | T  | M  | T  | T  |
| --------------------- | - | - | - | - | - | - | - | - | -- | -- | -- | -- | -- | -- | -- | -- |
| 100 m                 | B |   | ½ | F |   |   |   |   |    |    |    |    |    |    |    |    |
| 200 m                 |   |   |   |   | B | ½ |   | F |    |    |    |    |    |    |    |    |
| 400 m                 |   | B |   |   |   | ½ |   |   |    | F  | F  |    |    |    |    |    |
| 800 m                 |   |   |   |   |   |   | B |   |    | ½  | ½  |    | F  |    |    |    |
| 1500 m                |   |   |   |   | B |   |   |   |    | F  | F  |    |    |    |    |    |
| 5000 m                |   |   |   |   |   |   |   |   |    |    |    |    | F  |    |    |    |
| 10000 m               |   |   | F | F |   |   |   |   |    |    |    |    |    |    |    |    |
| Maratona              |   |   |   |   |   |   |   |   |    |    |    |    |    | F  |    |    |
| 3000 m com obstáculos |   | B |   |   |   |   |   | F |    |    |    |    |    |    |    |    |
| 110 m com barreiras   |   |   |   |   |   |   | B |   |    | ½  | F  |    |    |    |    |    |
| 400 m com barreiras   | B |   | ½ | ½ |   |   |   | F |    |    |    |    |    |    |    |    |
| Decatlo               |   | F | F | F | F | F |   |   |    |    |    |    |    |    |    |    |
| Salto em altura       |   |   |   |   |   |   |   | Q |    |    |    |    | F  |    |    |    |
| Salto com vara        |   |   |   |   |   |   |   |   | Q  |    |    |    |    |    | F  | F  |
| Salto em distância    | Q |   |   |   |   | F |   |   |    |    |    |    |    |    |    |    |
| Salto triplo          |   |   |   |   |   |   |   |   | Q  |    |    |    |    |    | F  | F  |
| Arremesso de peso     | Q |   | F | F |   |   |   |   |    |    |    |    |    |    |    |    |
| Lançamento de disco   |   | Q |   |   |   | F |   |   |    |    |    |    |    |    |    |    |
| Lançamento de martelo | Q |   | F | F |   |   |   |   |    |    |    |    |    |    |    |    |
| Lançamento de dardo   |   |   |   |   | Q |   |   | F |    |    |    |    |    |    |    |    |
| 20 km marcha          |   |   |   |   |   |   |   |   |    |    |    | F  |    |    |    |    |
| 50 km marcha          |   | F |   |   |   |   |   |   |    |    |    |    |    |    |    |    |
| Revezamento 4x100 m   |   |   |   |   |   |   |   |   |    |    |    |    |    |    | B  | F  |
| Revezamento 4x400 m   |   |   |   |   |   |   |   |   | B  |    |    |    | F  |    |    |    |

| Data →                | 6 | 7 | 7 | 7 | 8 | 8 | 9 | 9 | 9 | 10 | 10 | 11 | 11 | 12 | 12 | 12 |
| Prova ↓               | T | M | T | T | M | T | M | T | M | T  | T  | M  | T  | M  | T  | T  |
| --------------------- | - | - | - | - | - | - | - | - | - | -- | -- | -- | -- | -- | -- | -- |
| 100 m                 | B |   | ½ | F |   |   |   |   |   |    |    |    |    |    |    |    |
| 200 m                 |   |   |   |   |   |   |   |   |   | B  | ½  |    | F  |    |    |    |
| 400 m                 |   |   |   |   | B |   |   | ½ | ½ |    |    |    | F  |    |    |    |
| 800 m                 |   | B |   |   |   | ½ |   |   |   |    | F  |    |    |    |    |    |
| 1500 m                |   |   |   |   |   |   |   |   |   | B  |    |    |    |    | F  | F  |
| 5000 m                |   |   |   |   |   |   |   |   |   |    |    |    |    |    | F  | F  |
| 10000 m               |   |   |   |   |   | F |   |   |   |    |    |    |    |    |    |    |
| Maratona              |   |   |   |   |   |   |   |   |   |    |    |    |    | F  |    |    |
| 3000 m com obstáculos |   |   |   |   |   |   |   |   |   | B  |    |    |    |    | F  | F  |
| 100 m com barreiras   |   |   |   |   | B |   |   | ½ | F |    |    |    |    |    |    |    |
| 400 m com barreiras   |   | B |   |   |   | ½ |   |   |   |    | F  |    |    |    |    |    |
| Heptatlo              |   |   |   |   |   |   | F | F | F | F  | F  |    |    |    |    |    |
| Salto em altura       |   |   |   |   |   | Q |   |   |   |    | F  |    |    |    |    |    |
| Salto com vara        |   |   | Q | Q |   |   |   | F | F |    |    |    |    |    |    |    |
| Salto em distância    |   |   |   |   |   |   | Q |   |   |    |    |    | F  |    |    |    |
| Salto triplo          |   |   |   |   | Q |   |   |   |   |    | F  |    |    |    |    |    |
| Arremesso de peso     |   | Q |   |   |   | F |   |   |   |    |    |    |    |    |    |    |
| Lançamento de disco   |   |   |   |   |   |   | Q |   |   |    |    |    | F  |    |    |    |
| Lançamento de martelo |   |   |   |   |   |   |   |   |   | Q  |    |    |    |    | F  | F  |
| Lançamento de dardo   |   |   |   |   |   |   |   | Q | Q |    | F  |    |    |    |    |    |
| 20 km marcha          |   |   |   |   |   |   |   |   |   |    |    | F  |    |    |    |    |
| 50 km marcha          |   | F |   |   |   |   |   |   |   |    |    |    |    |    |    |    |
| Revezamento 4x100 m   |   |   |   |   |   |   |   |   |   |    |    |    |    |    | B  | F  |
| Revezamento 4x400 m   |   |   |   |   |   |   |   |   |   | B  |    |    | F  |    |    |    |

## Resultados

### Masculino
| Evento                         | Ouro | Ouro            | Prata                                                                                                | Prata     | Bronze | Bronze   |
| ------------------------------ | --- | --------------- | --- | --------- | --- | -------- |
| 100 metros detalhes            | Zharnel Hughes · Reino Unido                                                                                     | 9.95            | Reece Prescod · Reino Unido                                                                          | 9.96      | Jak Ali Harvey · Turquia                                                                                   | 10.01    |
| 200 metros detalhes            | Ramil Guliyev · Turquia                                                                                          | 19.76           | Nethaneel Mitchell-Blake · Reino Unido                                                               | 20.04     | Alex Wilson · Suíça                                                                                        | 20.04    |
| 400 metros detalhes            | Matthew Hudson-Smith · Reino Unido                                                                               | 44.78           | Kevin Borlée · Bélgica                                                                               | 45.13     | Jonathan Borlée · Bélgica                                                                                  | 45.19    |
| 800 metros detalhes            | Adam Kszczot · Polónia                                                                                           | 1:44.59         | Andreas Kramer · Suécia                                                                              | 1:45.03 = | Pierre-Ambroise Bosse · França                                                                             | 1:45.30  |
| 1500 metros detalhes           | Jakob Ingebrigtsen · Noruega                                                                                     | 3:38.10         | Marcin Lewandowski · Polónia                                                                         | 3:38.14   | Jake Wightman · Reino Unido                                                                                | 3:38.25  |
| 5000 metros detalhes           | Jakob Ingebrigtsen · Noruega                                                                                     | 13:17.06        | Henrik Ingebrigtsen · Noruega                                                                        | 13:18.75  | Morhad Amdouni · França                                                                                    | 13:19.14 |
| 10000 metros detalhes          | Morhad Amdouni · França                                                                                          | 28:11.22        | Bashir Abdi · Bélgica                                                                                | 28:11.76  | Yemaneberhan Crippa · Itália                                                                               | 28:12.15 |
| Maratona detalhes              | Koen Naert · Bélgica                                                                                             | 2:09:51 ,       | Tadesse Abraham · Suíça                                                                              | 2:11:24   | Yassine Rachik · Itália                                                                                    | 2:12:09  |
| Maratona detalhes              | Itália | 6:40:48         | Espanha                                                                                              | 6:42:43   | Áustria | 6:49:29  |
| 110 m barreiras detalhes       | Pascal Martinot-Lagarde · França                                                                                 | 13.17           | Sergey Shubenkov Atletas Neutros Autorizados                                                         | 13.17     | Orlando Ortega · Espanha                                                                                   | 13.34    |
| 400 m barreiras detalhes       | Karsten Warholm · Noruega                                                                                        | 47.64           | Yasmani Copello · Turquia                                                                            | 47.81     | Thomas Barr · Irlanda                                                                                      | 48.31    |
| 3000 m obstáculos detalhes     | Mahiedine Mekhissi-Benabbad · França                                                                             | 8:31.66         | Fernando Carro · Espanha                                                                             | 8:34.16   | Yohanes Chiappinelli · Itália                                                                              | 8:35.81  |
| Revezamento 4x100m detalhes    | Reino Unido · Chijindu Ujah · Zharnel Hughes · Adam Gemili · Harry Aikines-Aryeetey · Nethaneel Mitchell-Blake*  | 37.80           | Turquia · Emre Zafer Barnes · Jak Ali Harvey · Yiğitcan Hekimoğlu · Ramil Guliyev                    | 37.98     | Países Baixos · Chris Garia · Churandy Martina · Hensley Paulina · Taymir Burnet                           | 38.03    |
| Revezamento 4x400m detalhes    | Bélgica · Dylan Borlée · Jonathan Borlée · Jonathan Sacoor · Kévin Borlée · Robin Vanderbemden* · Julien Watrin* | 2:59.47         | Reino Unido · Rabah Yousif · Dwayne Cowan · Matthew Hudson-Smith · Martyn Rooney · Cameron Chalmers* | 3:00.36   | Espanha · Óscar Husillos · Lucas Búa · Samuel García · Bruno Hortelano · Darwin Echeverry* · Mark Ujakpor* | 3:00.78  |
| 20 km marcha detalhes          | Álvaro Martín · Espanha                                                                                          | 1:20.42         | Diego García Carrera · Espanha                                                                       | 1:20.48   | Vasiliy Mizinov Atletas Neutros Autorizados                                                                | 1:20.50  |
| 50 km marcha detalhes          | Maryan Zakalnytskyy · Ucrânia                                                                                    | 3:46:35         | Matej Tóth · Eslováquia                                                                              | 3:47:27   | Dzmitry Dziubin · Bielorrússia                                                                             | 3:47:59  |
| Salto em altura detalhes       | Mateusz Przybylko · Alemanha                                                                                     | 2.35            | Maksim Nedasekau · Bielorrússia                                                                      | 2.33      | Ilya Ivanyuk Atletas Neutros Autorizados                                                                   | 2.31     |
| Salto com vara detalhes        | Armand Duplantis · Suécia                                                                                        | 6.05 WJR, WJ23R | Timur Morgunov Atletas Neutros Autorizados                                                           | 6.00      | Renaud Lavillenie · França                                                                                 | 5.95     |
| Salto em distância detalhes    | Miltiadis Tentoglou · Grécia                                                                                     | 8.25            | Fabian Heinle · Alemanha                                                                             | 8.13      | Serhiy Nykyforov · Ucrânia                                                                                 | 8.13     |
| Salto triplo detalhes          | Nelson Évora · Portugal                                                                                          | 17.10           | Alexis Copello · Azerbaijão                                                                          | 16.93     | Dimítrios Tsiámis · Grécia                                                                                 | 16.78    |
| Arremesso de peso detalhes     | Michał Haratyk · Polónia                                                                                         | 21.72           | Konrad Bukowiecki · Polónia                                                                          | 21.66     | David Storl · Alemanha                                                                                     | 21.41    |
| Lançamento de disco detalhes   | Andrius Gudžius · Lituânia                                                                                       | 68.46           | Daniel Ståhl · Suécia                                                                                | 68.23     | Lukas Weisshaidinger · Áustria                                                                             | 65.14    |
| Lançamento de dardo detalhes   | Thomas Röhler · Alemanha                                                                                         | 89.47           | Andreas Hofmann · Alemanha                                                                           | 87.60     | Magnus Kirt · Estónia                                                                                      | 85.96    |
| Lançamento de martelo detalhes | Wojciech Nowicki · Polónia                                                                                       | 80.12           | Paweł Fajdek · Polónia                                                                               | 78.69     | Bence Halász · Hungria                                                                                     | 77.36    |
| Decatlo detalhes               | Arthur Abele · Alemanha                                                                                          | 8431            | Ilya Shkurenyov Atletas Neutros Autorizados                                                          | 8321      | Vital Zhuk · Bielorrússia                                                                                  | 8290     |

* Indica que o atleta só competiu nas baterias e recebeu medalhas.

### Feminino
| Evento                         | Ouro | Ouro     | Prata                                                                                                 | Prata       | Bronze | Bronze   |
| ------------------------------ | --- | -------- | --- | ----------- | --- | -------- |
| 100 metros detalhes            | Dina Asher-Smith · Reino Unido | 10.85 ,  | Gina Lückenkemper · Alemanha                                                                          | 10.98 EJ23R | Dafne Schippers · Países Baixos                                                                                           | 10.99    |
| 200 metros detalhes            | Dina Asher-Smith · Reino Unido | 21.89 ,  | Dafne Schippers · Países Baixos                                                                       | 22.14       | Jamile Samuel · Países Baixos                                                                                             | 22.37    |
| 400 metros detalhes            | Justyna Święty-Ersetic · Polónia | 50.41    | María Belibasáki · Grécia                                                                             | 50.45       | Lisanne de Witte · Países Baixos                                                                                          | 50.77    |
| 800 metros detalhes            | Nataliya Pryshchepa · Ucrânia | 2:00.38  | Rénelle Lamote · França                                                                               | 2:00.62     | Olha Lyakhova · Ucrânia                                                                                                   | 2:00.79  |
| 1500 metros detalhes           | Laura Muir · Reino Unido | 4:02.32  | Sofia Ennaoui · Polónia                                                                               | 4:03.08     | Laura Weightman · Reino Unido                                                                                             | 4:03.75  |
| 5000 metros detalhes           | Sifan Hassan · Países Baixos | 14:46.12 | Eilish McColgan · Reino Unido                                                                         | 14:53.05    | Yasemin Can · Turquia | 14:57.63 |
| 10000 metros detalhes          | Lonah Chemtai Salpeter · Israel | 31:43.29 | Susan Krumins · Países Baixos                                                                         | 31:52.55    | Alina Reh · Alemanha | 32:28.48 |
| Maratona detalhes              | Volha Mazuronak · Bielorrússia | 2:26:22  | Clémence Calvin · França                                                                              | 2:26:28     | Eva Vrabcová-Nývltová · Chéquia                                                                                           | 2:26:31  |
| Maratona detalhes              | Bielorrússia | 7:21:54  | Itália                                                                                                | 7:32:46     | Espanha | 7:44:06  |
| 100 m barreiras detalhes       | Elvira Herman · Bielorrússia | 12.67    | Pamela Dutkiewicz · Alemanha                                                                          | 12.72       | Cindy Roleder · Alemanha                                                                                                  | 12.77    |
| 400 m barreiras detalhes       | Léa Sprunger · Suíça | 54.33    | Hanna Ryzhykova · Ucrânia                                                                             | 54.51       | Meghan Beesley · Reino Unido                                                                                              | 55.31    |
| 3000 m obstáculos detalhes     | Gesa Felicitas Krause · Alemanha | 9:19.80  | Fabienne Schlumpf · Suíça                                                                             | 9:22.29     | Karoline Bjerkeli Grøvdal · Noruega                                                                                       | 9:24.46  |
| Revezamento 4x100m detalhes    | Reino Unido · Asha Philip · Bianca Williams · Imani-Lara Lansiquot · Dina Asher-Smith · Daryll Neita*                                               | 41.88    | Países Baixos · Dafne Schippers · Marije van Hunenstijn · Jamile Samuel · Naomi Sedney                | 42.15       | Alemanha · Lisa-Marie Kwayie · Gina Lückenkemper · Tatjana Pinto · Rebekka Haase                                          | 42.23    |
| Revezamento 4x400m detalhes    | Polónia · Małgorzata Hołub-Kowalik · Iga Baumgart-Witan · Patrycja Wyciszkiewicz · Justyna Święty-Ersetic · Natalia Kaczmarek* · Martyna Dąbrowska* | 3:26.59  | França · Elea-Mariama Diarra · Déborah Sananes · Agnès Raharolahy · Floria Gueï · Estelle Perrossier* | 3:27.17     | Reino Unido · Zoey Clark · Anyika Onuora · Amy Allcock · Eilidh Doyle · Finette Agyapong* · Mary Abichi* · Emily Diamond* | 3:27.40  |
| 20 km marcha detalhes          | María Pérez · Espanha | 1:26.36  | Anežka Drahotová · Chéquia                                                                            | 1:27.03     | Antonella Palmisano · Itália                                                                                              | 1:27.30  |
| 50 km marcha detalhes          | Inês Henriques · Portugal | 4:09:21  | Júlia Takács · Espanha                                                                                | 4:15:22     | Khrystyna Yudkina · Ucrânia                                                                                               | 4:20:46  |
| Salto em altura detalhes       | Mariya Lasitskene Atletas Neutros Autorizados | 2.00     | Mirela Demireva · Bulgária                                                                            | 2.00        | Marie-Laurence Jungfleisch · Alemanha                                                                                     | 1.96     |
| Salto com vara detalhes        | Katerina Stefanidi · Grécia | 4.85     | Nikoleta Kyriakopoulou · Grécia                                                                       | 4.80        | Holly Bradshaw · Reino Unido                                                                                              | 4.75     |
| Salto em distância detalhes    | Malaika Mihambo · Alemanha | 6.75     | Maryna Bekh · Ucrânia                                                                                 | 6.73        | Shara Proctor · Reino Unido                                                                                               | 6.70     |
| Salto triplo detalhes          | Paraskevi Papachristou · Grécia | 14.60    | Kristin Gierisch · Alemanha                                                                           | 14.45       | Ana Peleteiro · Espanha                                                                                                   | 14.44    |
| Arremesso de peso detalhes     | Paulina Guba · Polónia | 19.33    | Christina Schwanitz · Alemanha                                                                        | 19.19       | Aliona Dubitskaya · Bielorrússia                                                                                          | 18.81    |
| Lançamento de disco detalhes   | Sandra Perković · Croácia | 67.62    | Nadine Müller · Alemanha                                                                              | 63.00       | Shanice Craft · Alemanha                                                                                                  | 62.46    |
| Lançamento de dardo detalhes   | Christin Hussong · Alemanha | 67.90    | Nikola Ogrodníková · Chéquia                                                                          | 61.85       | Liveta Jasiūnaitė · Lituânia                                                                                              | 61.59    |
| Lançamento de martelo detalhes | Anita Włodarczyk · Polónia | 78.94    | Alexandra Tavernier · França                                                                          | 74.78       | Joanna Fiodorow · Polónia                                                                                                 | 74.00    |
| Heptatlo detalhes              | Nafissatou Thiam · Bélgica | 6816     | Katarina Johnson-Thompson · Reino Unido                                                               | 6759        | Carolin Schäfer · Alemanha                                                                                                | 6602     |

* Indica que o atleta só competiu nas baterias e recebeu medalhas.

## Quadro de medalhas
| Ordem | País                        | Medalha de ouro | Medalha de prata | Medalha de bronze | Total |
| ----- | --------------------------- | --------------- | ---------------- | ----------------- | ----- |
| 1     | Reino Unido                 | 7               | 5                | 6                 | 18    |
| 2     | Polónia                     | 7               | 4                | 1                 | 12    |
| 3     | Alemanha                    | 6               | 7                | 7                 | 20    |
| 4     | França                      | 3               | 4                | 3                 | 10    |
| 5     | Bélgica                     | 3               | 2                | 1                 | 6     |
| 5     | Grécia                      | 3               | 2                | 1                 | 6     |
| 7     | Bielorrússia                | 3               | 1                | 3                 | 7     |
| 8     | Noruega                     | 3               | 1                | 1                 | 5     |
| 9     | Espanha                     | 2               | 4                | 4                 | 10    |
| 10    | Ucrânia                     | 2               | 2                | 3                 | 7     |
| 11    | Portugal                    | 2               | 0                | 0                 | 2     |
| 12    | Países Baixos               | 1               | 3                | 4                 | 8     |
| 13    | Atletas Neutros Autorizados | 1               | 3                | 2                 | 6     |
| 14    | Turquia                     | 1               | 2                | 2                 | 5     |
| 15    | Suíça                       | 1               | 2                | 1                 | 4     |
| 16    | Suécia                      | 1               | 2                | 0                 | 3     |
| 17    | Itália                      | 1               | 1                | 4                 | 6     |
| 18    | Lituânia                    | 1               | 0                | 1                 | 2     |
| 19    | Croácia                     | 1               | 0                | 0                 | 1     |
| 19    | Israel                      | 1               | 0                | 0                 | 1     |
| 21    | Chéquia                     | 0               | 2                | 1                 | 3     |
| 22    | Azerbaijão                  | 0               | 1                | 0                 | 1     |
| 22    | Bulgária                    | 0               | 1                | 0                 | 1     |
| 22    | Eslováquia                  | 0               | 1                | 0                 | 1     |
| 25    | Áustria                     | 0               | 0                | 2                 | 2     |
| 26    | Estónia                     | 0               | 0                | 1                 | 1     |
| 26    | Hungria                     | 0               | 0                | 1                 | 1     |
| 26    | Irlanda                     | 0               | 0                | 1                 | 1     |
|       | TOTAL                       | 50              | 50               | 50                | 150   |

## Participantes
Um total de 1.573 atletas de 50 nacionalidades membros da Associação Europeia de Atletismo participaram do campeonato. 
- Albânia (3)
- Alemanha (140) (anfitrião)
- Andorra (1)
- Armênia (2)
- Áustria (17)
- Azerbaijão (3)
- Bélgica (35)
- Bielorrússia (38)
- Bósnia e Herzegovina (6)
- Bulgária (14)
- Chipre (11)
- Croácia (22)
- Dinamarca (11)
- Eslováquia (21)
- Eslovênia (10)
- Espanha (99)
- Estónia (22)
- Finlândia (47)
- França (84)
- Geórgia (3)
- Gibraltar (3)
- Grécia (37)
- Hungria (35)
- Irlanda (43)
- Islândia (4)
- Israel (9)
- Itália (91)
- Kosovo (2)
- Letônia (18)
- Lituânia (27)
- Luxemburgo (3)
- Macedônia do Norte (2)
- Malta (2)
- Moldávia (6)
- Mónaco (1)
- Montenegro (4)
- Noruega (33)
- Países Baixos (43)
- Polónia (86)
- Portugal (37)
- Chéquia (51)
- Roménia (36)
- Reino Unido (111)
- San Marino (2)
- Sérvia (12)
- Suécia (68)
- Suíça  (52)
- Turquia (43)
- Ucrânia (88)

Legenda
| Recorde mundial       | Recorde mundial (World record)               |                       | Recorde africano                      | Recorde africano (African) |                                           | Q | Classificado por posição (Qualified) |
| Recorde do campeonato | Recorde do campeonato (Championship record)  | Recorde da América    | Recorde da América (Americas)         | q                          | Classificado por melhor tempo (Qualified) |   |                                      |
| Melhor marca do ano   | Melhor marca do ano (World leading)          | Recorde asiático      | Recorde asiático (Asian)              | DNS                        | Não largou (Did not start)                |   |                                      |
| Recorde nacional      | Recorde nacional (National record)           | Recorde europeu       | Recorde europeu (European)            | DNF                        | Não terminou (Did not finish)             |   |                                      |
| Recorde pessoal       | Recorde pessoal do atleta (Personal best)    | Recorde da Oceania    | Recorde da Oceania (Oceania)          | DSQ / DQ                   | Desclassificado (Disqualified)            |   |                                      |
| Recorde da temporada  | Recorde da temporada do atleta (Season best) | Recorde sul-americano | Recorde sul-americano (South America) | NM                         | Sem marca (No mark)                       |   |                                      |